# Ferrari 575M Maranello

De Ferrari 575M Maranello is een GT van het Italiaanse automerk Ferrari en werd voor het eerst voorgesteld op de Autosalon van Genève in 2002 als opvolger van de Ferrari 550 Maranello.

## 575M Maranello
De 575M Maranello is eerder een bijgewerkte versie van de 550 Maranello, met een kleine door Pininfarina aangepaste styling, dan een compleet nieuw model. De motor bleef net als bij de 550 een V12 die vooraan werd gemonteerd, maar werd zoals de naam aangeeft vergroot van ongeveer 5500 cc voor de 550 Maranello naar 5750 cc. De M in de naam staat voor modificata (gewijzigd in het Italiaans) en staat voor de andere wijzigingen ten opzichte van de 550, op zowel mechanisch als stilistisch vlak. Zo kreeg de 575 een nieuwe versnellingsbak met technologie uit de F1. Deze wijzigingen brachten de topsnelheid van de 575M Maranello op 325 km/u en zorgden ervoor dat hij van 0 tot 100 km/u gaat in 4,2 seconden.

### Cijfers

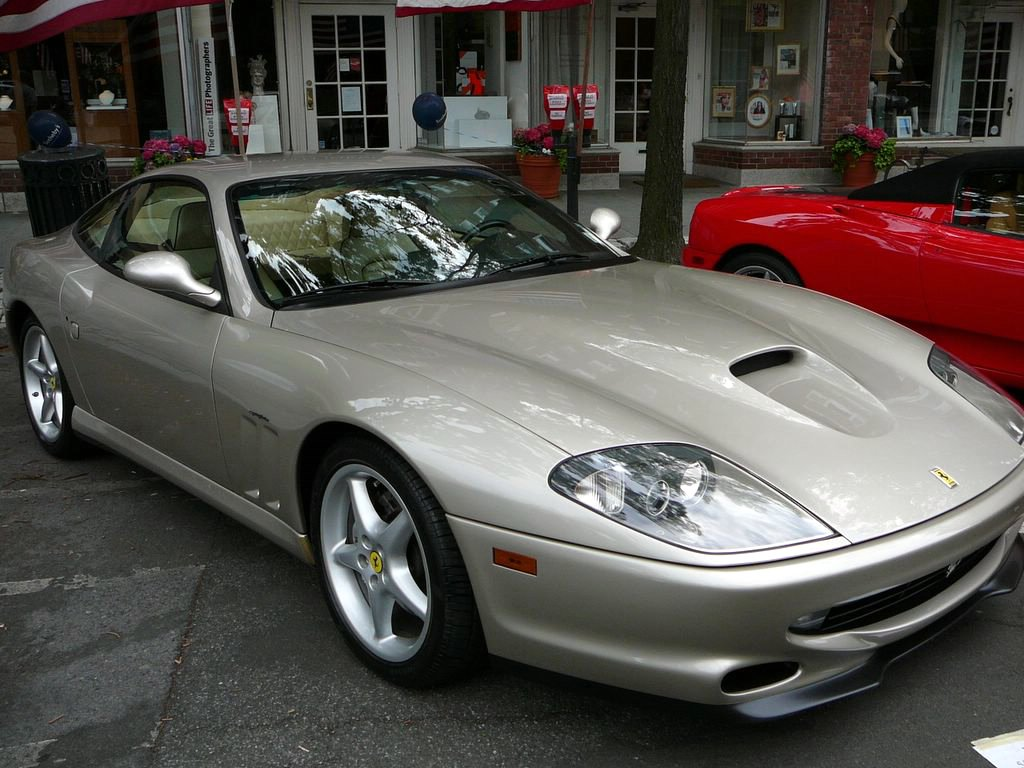
Ferrari 575M Maranello.

- Vermogen: 515 pk @ 7250 tpm
- Motor: 5748 cc 65° V12
- Lengte: 4555 mm
- Breedte: 1935 mm
- Hoogte: 1277 mm
- Droog gewicht: 1730 kg

## 575 GTC
In 2003 werd samen met N.technology speciaal voor privéteams die deelnemen aan de GT-kampioenschappen zoals de FIA GT een circuitversie van de 575 ontwikkeld. De C van GTC staat dan ook voor competizione, competitie. De cilinderinhoud werd vergroot tot 5.997 cc en de wagen werd gebouwd met lichtere materialen. Het vermogen van de 575 GTC kwam op 605 pk te liggen. In 2004 besloot Ferrari om enkele wijzigingen van de GTC ook beschikbaar te maken op de straatversie van de 575.

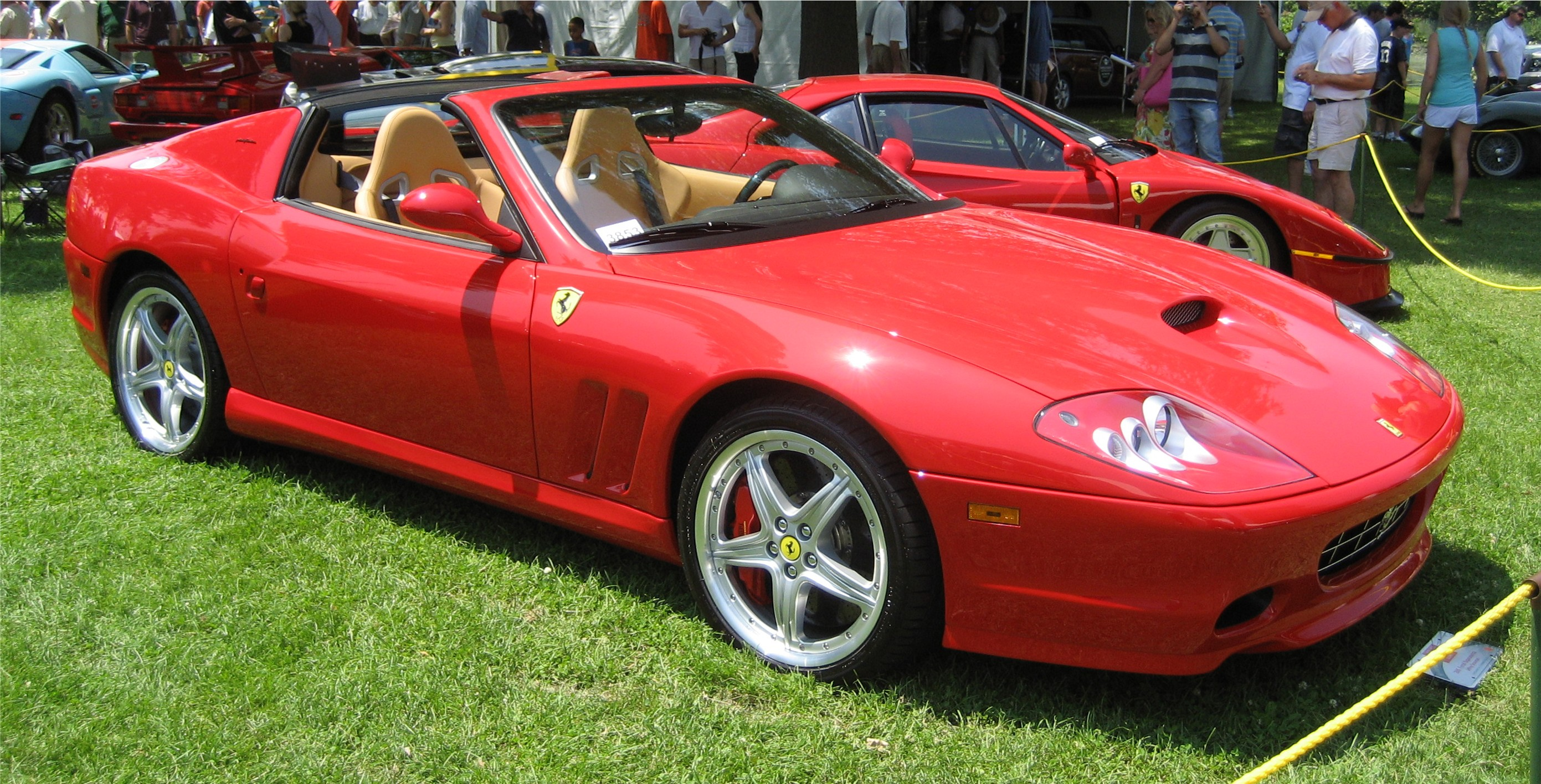
Ferrari 575 Superamerica.

## Superamerica
Net als van de 550 Maranello werd ook van de 575 een open variant gebouwd. De 575 Superamerica is een gelimiteerde versie en Ferrari besloot om de prestigieuze naam Superamerica nog eens te gebruiken. Superamerica werd in de jaren 50 en 60 gebruikt voor de meest exclusieve versies van verschillende Ferrari's.